# Tawan Sripan
Tawan Sripan (Saraburi, 13 december 1971) is een Thais voormalig betaald voetballer en huidig voetbaltrainer. Sripan kwam onder anderen uit voor BEC Tero Sasana en het Thais voetbalelftal.

## Loopbaan als speler

### Clubvoetbal
Als clubvoetballer speelde hij zijn meeste competitiewedstrijden voor Sembawang Rangers.

### Thais nationaal elftal
Tawan Sripan gold als een populaire voetballer in Thailand en was aanvoerder van het Thais nationaal voetbalelftal. Op 6 juni 2007 scoorde hij één keer in een vriendschappelijk interland tegen Nederland. Deze wedstrijd werd met 1-3 verloren. Zijn laatste interland speelde hij in 2009 tegen Nieuw-Zeeland. Sripan speelde in totaal 110 interland, waarin hij 19 keer scoorde.

## Loopbaan als trainer
Zijn trainerscarrière startte in 2009 bij BEC Tero Sasana en zijn laatst getrainde club was Muangthong United. Deze club trainde hij tot 2018. Sinds 2019 is Sripan assistent-bondscoach van Thailand.

## Erelijst
Als speler
 Hoang Ahn Gia Lai
- V-League: 2004
- Vietnamese Supercup: 2004

 Thailand
- Zuidoost-Aziatische Spelen: 1993, 1995, 1997, 1999
- Zuidoost-Aziatisch kampioenschap voetbal: 1996, 2000, 2002
- Aziatische Spelen: vierde in 1998, 2002
- King's Cup: 1994, 2000, 2006
- Independence Cup: 1994

Als trainer
 Saraburi
- Regionale Oostelijke Divisie: 2010
- Thai League 2: tweede in 2014 (gepromoveerd naar de Thai League 1)

 Police United
- Thai League 2: 2015

 Muangthong United
- Thai League 1: 2016
- Thaise League Cup: 2016, 2017
- Thailand Champions Cup: 2017
- Mekong Club Championship: 2017

 Bangkok United
- Thai FA Cup: 2023–24
- Thailand Champions Cup: 2023